# Вашингтон (Канзас)
Вашингтон (енгл. Washington) град је у америчкој савезној држави Канзас.

## Демографија
По попису из 2010. године број становника је 1.131, што је 92 (-7,5%) становника мање него 2000. године.
| Група             | 2000.         | 2010.         |
| Белци             | 1.205 (98,5%) | 1.092 (96,6%) |
| Афроамериканци    | 1 (0,1%)      | 3 (0,3%)      |
| Азијати           | 0 (0,0%)      | 2 (0,2%)      |
| Хиспаноамериканци | 7 (0,6%)      | 26 (2,3%)     |
| Укупно            | 1.223         | 1.131         |